# سرقت (آلبوم)
«سرقت» (به انگلیسی: The Heist) آلبومی از هنرمند اهل ایالات متحده آمریکا مکلمور، رایان لوئیس است که در ۹ اکتبر ۲۰۱۲ منتشر شد.
این آلبوم در چارت‌های ، نیوزلند، ، در رتبه اول و در چارت‌های ایرلند، استرالیا، آلمان، آمریکا، سوئد، کانادا جزو ده آلبوم اول قرار گرفت.